# Branchiocaris pretiosa
La branchiocaride (Branchiocaris pretiosa) è un enigmatico artropode marino vissuto tra il Cambriano inferiore e il Cambriano medio (tra 520 e 505 milioni di anni fa), i cui resti fossili sono stati rinvenuti principalmente in Canada, nel famoso giacimento di Burgess Shales. Altri resti sono stati rinvenuti negli Stati Uniti e in Cina.

## Descrizione
Lunga circa una decina di centimetri, la branchiocaride possedeva un carapace bivalve che ricopriva circa due terzi del corpo; quest'ultimo era formato da circa quarantacinque segmenti molto brevi, e la coda era formata da un telson diviso in due. Come molti artropodi primitivi, anche la branchiocaride potrebbe aver posseduto appendici biramate, ma la cattiva conservazione dei pochi esemplari disponibili non permette di verificare con certezza questa ipotesi. In ogni caso, sembra che le appendici fossero dotate di un breve ramo segmentato (omologo agli arti ambulacrali degli altri artropodi, ma troppo breve per poter svolgere una funzione di spostamento dell'animale) e una struttura a forma di lama, con la quale questo artropodo si spostava attraverso l'acqua.
Il capo della branchiocaride era dotata da due paia di corte antenne; la coppia superiore era segmentata e di aspetto "tradizionale", mentre il paio più basso era insolitamente robusto e forse dotato di una piccola chela.

## Scoperta e classificazione
I primi resti fossili della branchiocaride furono descritti nel 1929 da Charles E. Resser; lo studioso li aveva descritti come appartenenti al crostaceo Protocaris, nella nuova specie P. pretiosa. Successivamente, nel 1976, Derek Briggs operò una ridescrizione del materiale, e comprese che gli esemplari appartenevano a un animale del tutto diverso,  che denominò Branchiocaris. Briggs comprese anche che questo artropodo non era un crostaceo, in quanto sprovvisto delle appendici cefaliche tipiche della classe. La branchiocaride, quindi, è uno dei molti artropodi dalle incerte affinità rinvenuti nel giacimento di Burgess.